# Os Perigos do Imperador: Um Romance do Segundo Reinado
Os Perigos do Imperador: Um Romance do Segundo Reinado (Cia das Letras, 2022)) é um romance do escritor Brasileiro Ruy Castro, vencedor do Prêmio Jabuti 2023 de Melhor Romance.

## Enredo
Misturando acontecimentos históricos, como o embarque de Dom Pedro I nos EUA para a comemoração do centenário do país, Ruy Castro narra fatos ficcionais neste cenário, com uma narrativa empolgante e hábil. A narrativa é feita por meio de diários, cartas e reportagens nos jornais.